# Roanoke Dazzle
Roanoke Dazzle was een Amerikaanse basketbalclub uit Roanoke die uitkwam in de National Basketball Development League van 2001 tot 2006.

## Geschiedenis
De club werd samen met de competitie opgericht in 2001. Kent Davison werd aangesteld als eerste coach en bleef gedurende alle vijf seizoenen de hoofdcoach. In hun eerste seizoen wist de club zich niet te kwalificeren voor de play-off's. In het seizoen 2002/03 werden ze uitgeschakeld door de Fayetteville Patriots in de halve finale. In 2005 en 2006 bereikten ze nog tweemaal de play-off's maar werd uitgeschakeld door de Columbus Riverdragons en Fort Worth Flyers. In 2006 werd de club samen met de Fayetteville Patriots opgedoekt.

## Erelijst
- NBDL Most Valuable Player Award: Matt Carroll (2006)
- NBDL Rookie of the Year Award: James Thomas (2005), Will Bynum (2006)
- NBDL Defensive Player of the Year Award: Mikki Moore (2003)
- All-NBDL First Team: Mikki Moore (2003), Josh Asselin (2004), Marque Perry (2004), Cory Alexander (2005), Matt Carroll (2005), Isiah Victor (2005), Will Bynum (2006), Anthony Grundy (2006)
- All-NBDL Second Team: Cory Alexander (2003), James Thomas (2005), Isiah Victor (2006)

## Resultaten
| Seizoen | Wins | Verlies | Play-offs    | Coach        |
| ------- | ---- | ------- | ------------ | ------------ |
| 2001/02 | 18   | 38      |              | Kent Davison |
| 2002/03 | 26   | 24      | Halve finale | Kent Davison |
| 2003/04 | 20   | 26      |              | Kent Davison |
| 2004/05 | 26   | 22      | Halve finale | Kent Davison |
| 2005/06 | 25   | 23      | Halve finale | Kent Davison |